# Stenoma evanescens
Stenoma evanescens es una especie de polilla del género Stenoma, orden Lepidoptera.
Fue descrita científicamente por Butler en 1882 .

## Distribución
Se distribuye por el Amazonas.